# Jim Black
Jim Black (* 3. August 1967 in Daily City, Kalifornien) ist ein US-amerikanischer Jazz-Schlagzeuger und Komponist.

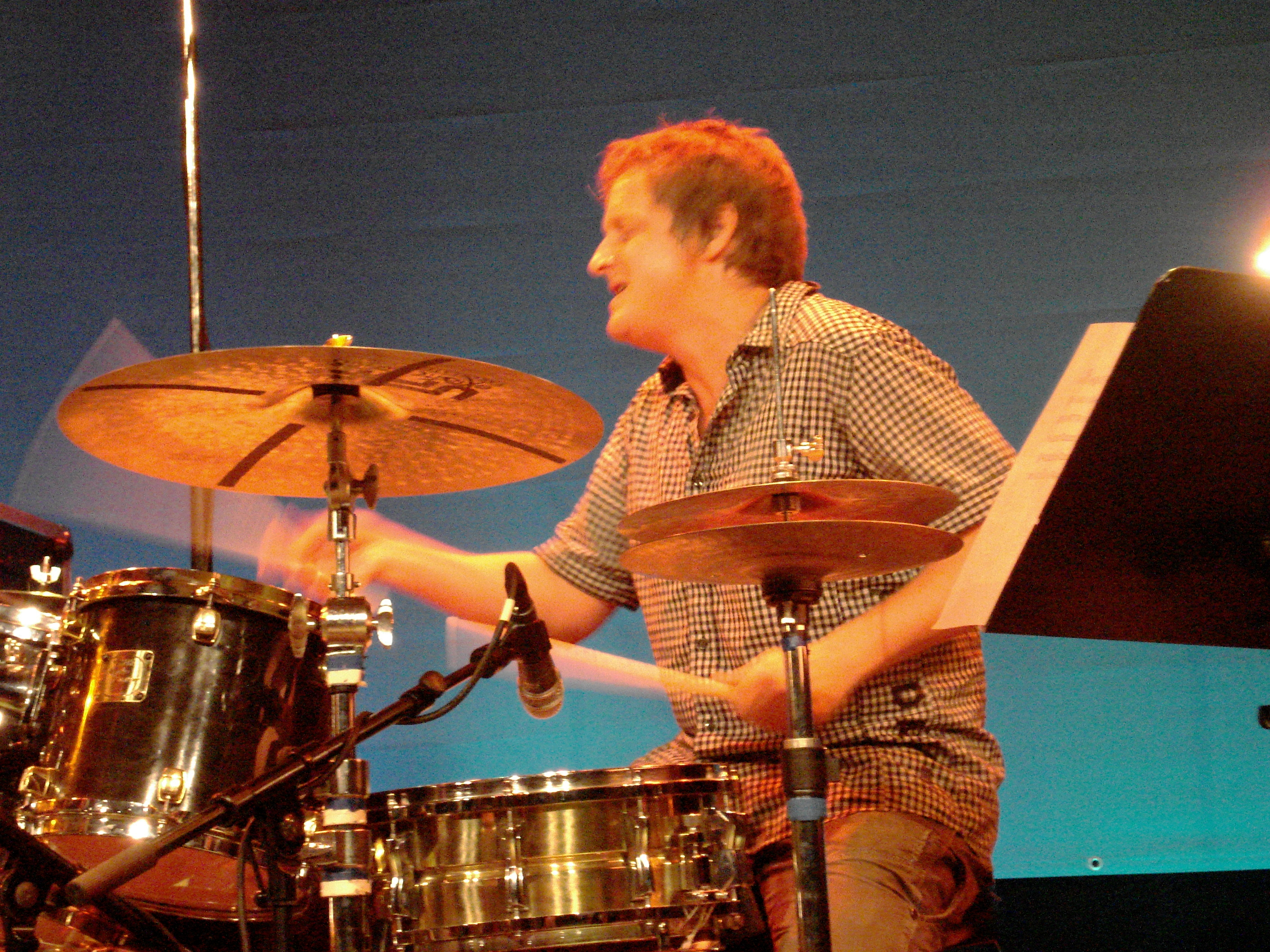
Jim Black beim Jazzfestival Saalfelden 2009

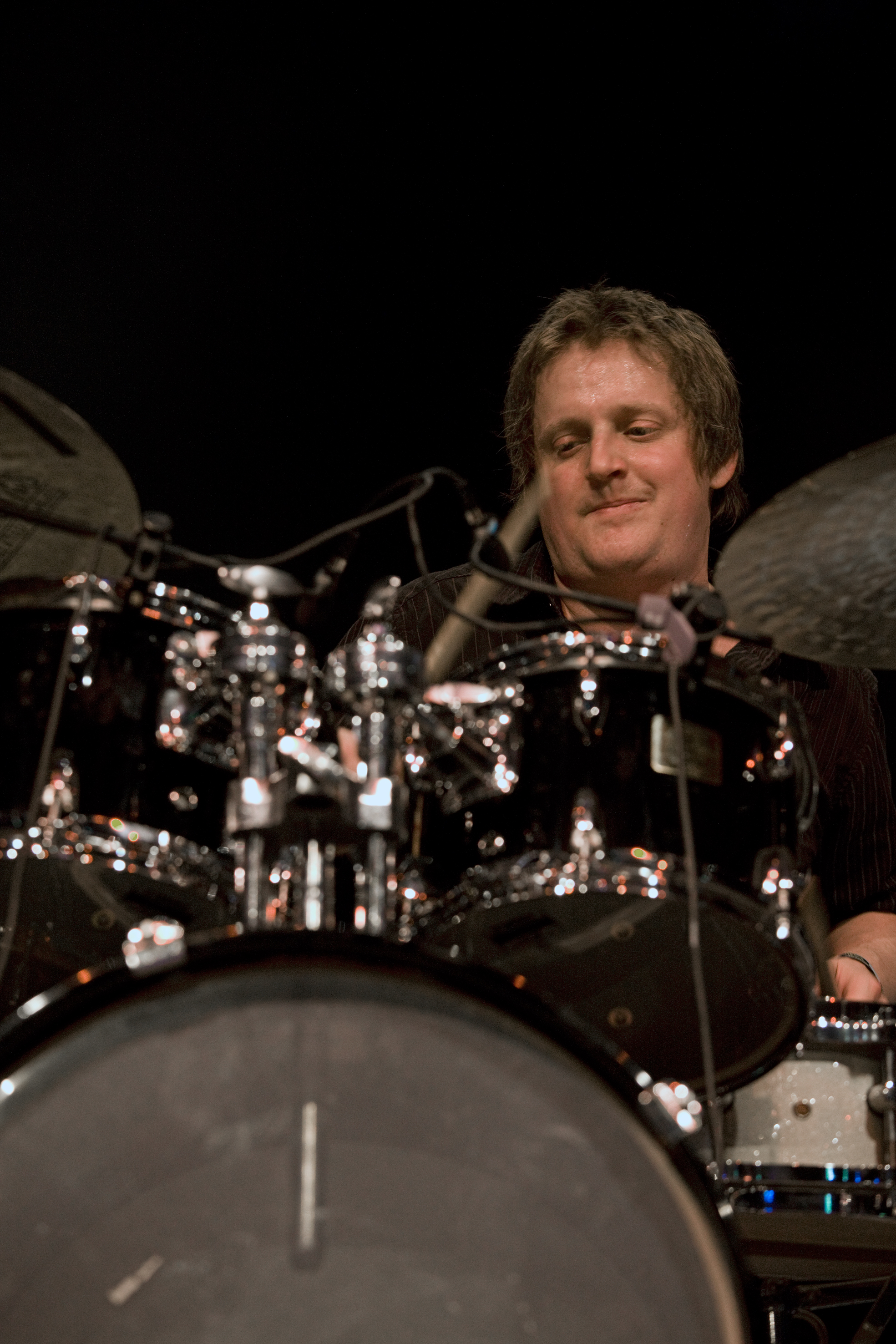
Jim Black (Moers Festival 2008)

## Leben und Wirken
Black wuchs in Seattle im US-Bundesstaat Washington auf. 1985 ging er nach Boston, um das Berklee College of Music zu besuchen. Bereits in dieser Zeit nahm er erste Alben mit der Gruppe Human Feel auf, zu der Chris Speed, Kurt Rosenwinkel und Andrew D’Angelo gehörten, und unternahm Tourneen durch Europa. Dann ließ er sich zunächst in Seattle nieder, wo er mit dem Jazzmusiker und Komponisten Wayne Horvitz arbeitete.
1991 zog er nach Brooklyn, wo er Mitglied von Tim Berne's Bloodcount, Dave Douglas' Tiny Bell Trio und des Ellery Eskelin Trio wurde. Daneben arbeitete er auch mit Paul Motian, Charlie Haden, Uri Caine, Christopher Dell, Carla Bley, Nels Cline, Peter Epstein und Matt Darriaus Paradox Trio. Mit Chris Speed, Skúli Sverrisson und Brad Shepik gründete er zunächst Pachora und dann mit Speed, Sverrisson und Hilmar Jensson die eigene Band AlasNoAxis, mit denen er jeweils mehrere Alben aufnahm. Weiterhin ist er Mitglied des Trio Azul mit Carlos Bica und Frank Möbus. Neben den Aufnahmen mit der eigenen Band ist er auf über einhundert Alben als Sideman zu hören, u. a. auf Peter Evans’ Album Extra (2024).. Auch tourte er mit Laurie Anderson und setzte sich intensiv mit elektronischer Musik auseinander. 
Jim Black ist nicht zu verwechseln mit dem Schlagzeuger Jimmy Carl Black.

## Zitat
„Mit perkussiven Flächen spielend und mit einem luftig komplexen Rhythmusgefühl und ausgeprägtem Experimentiergeist ausgestattet, kann er in jedem Kontext von Neuer Musik über Free Jazz bis Techno persönliche Akzente setzen.“

## Diskographische Hinweise
- Pachora, Pachora
- Speak to It, Human Feel
- Azul, Carlos Bica & Azul (1996)
- Welcome to Malpesta, Human Feel
- Twist, Carlos Bica & Azul (1999)
- Alas No Axis, AlasNoAxis (2000)
- Splay, AlasNoAxis (2002)
- Astereotypical, Pachora (2003)
- Look What They've Done To My Song, Carlos Bica & Azul (2003)
- Habyor, AlasNoAxis (2004)
- Dogs of Great Indifference, AlasNoAxis (2006)
- Believer, Carlos Bica & Azul (2006)
- Ellery Eskelin: Quiet Music (2006)
- Endangerous Blood (Skirl, 2010)
- Things About, Carlos Bica & Azul (2011)
- Somatic (Winter & Winter, 2011 mit Elias Stemeseder & Thomas Morgan)
- Actuality (Winter & Winter, 2014, mit Elias Stemeseder & Thomas Morgan)
- Stefano Bollani: Sheik Yer Zappa (Decca/Universal, 2014)
- The Constant (Intakt, 2016) mit Thomas Morgan & Elias Stemeseder
- More Than This, Carlos Bica & Azul (2017)
- Malamute (Intakt, 2017)
- Azul in Ljubljana, Carlos Bica & Azul (2018)
- Jason Stein, Greg Ward, Eric Revis, Jim Black: Nature Work (2019)
- Mark Dresser: Ain’t Nothing But a Cyber Coup & You (2019)
- Reckon (Intakt Records, 2020, mit Elias Stemeseder & Thomas Morgan; Bestenliste Preis der deutschen Schallplattenkritik)
- Gordon Grdina Nomad Trio: Boiling Point (2022)
- Ain’t No Saint (Intakt, 2023), mit Asger Nissen, Julius Gawlik und Felix Henkelhausen[1]
- Natsuki Tamura & Jim Black: NatJim (Libra, 2024)

## Lexigraphischer Eintrag
- Wolf Kampmann (Hrsg.), unter Mitarbeit von Ekkehard Jost: Reclams Jazzlexikon. Reclam, Stuttgart 2003, ISBN 3-15-010528-5.

## Belege
1. ↑  Ain't No Saint auf Bandcamp, abgerufen am 19. Februar 2023

| Personendaten    | Personendaten                                     |
| ---------------- | ------------------------------------------------- |
| NAME             | Black, Jim                                        |
| KURZBESCHREIBUNG | US-amerikanischer Jazz-Schlagzeuger und Komponist |
| GEBURTSDATUM     | 3. August 1967                                    |
| GEBURTSORT       | Daily City                                        |